# 格雷厄姆鎮區 (印第安納州傑佛遜縣)
格雷厄姆鎮區（英語：Graham Township）是位於美國印第安納州傑佛遜縣的一個行政鎮區。

## 地方資料
根據2010年美國人口普查的數據，格雷厄姆鎮區的面積為109.60平方千米，當中陸地面積為109.00平方千米，而水域面積為0.60平方千米。當地共有人口1668人，而人口密度為每平方千米15.22人。